# Abacetus belli
Abacetus belli es una especie de escarabajo terrestre de la subfamilia Pterostichinae.  Fue descrito por Herbert Edward Andrewes en 1942. 